# Gildas Philippe
Ne doit pas être confondu avec l'animateur de télévision Philippe Gildas.
Gildas Philippe, né le 4 février 1973 à Douarnenez, est un skipper français.

## Biographie
En 1991, Gildas Philippe et son équipier Tanguy Cariou remportent le Championnat du monde IYRU (International Yacht Racing Union) jeunes sur 420.
Passé sur 470 il remporte, toujours avec Tanguy Cariou, le Championnat du monde de cette série en 1998. Ensuite, le duo Philippe-Cariou est médaillé d'argent des Championnats d'Europe de 470 en 1999, termine à la 14e place des Jeux olympiques de 2000 à Sydney et remporte les Championnats d'Europe de 470 à Malcesine la même année.
Gildas Philippe devient alors le coéquipier de Nicolas Le Berre. Il remporte les Championnats d'Europe de 470 à Brest en 2003, termine à la 5e place des Jeux olympiques de 2004 à Athènes, puis lors des Championnats du monde de voile 2005, il remporte la médaille de bronze en 470.
Devenu Entraîneur National, il est entraîneur de Camille Lecointre et Hélène Defrance qui remportent la médaille de bronze en 470 lors des Jeux olympiques de 2016. Camille et Hélène remportent aussi le titre mondial en 2016 à Buenos Aires.